# Paciência

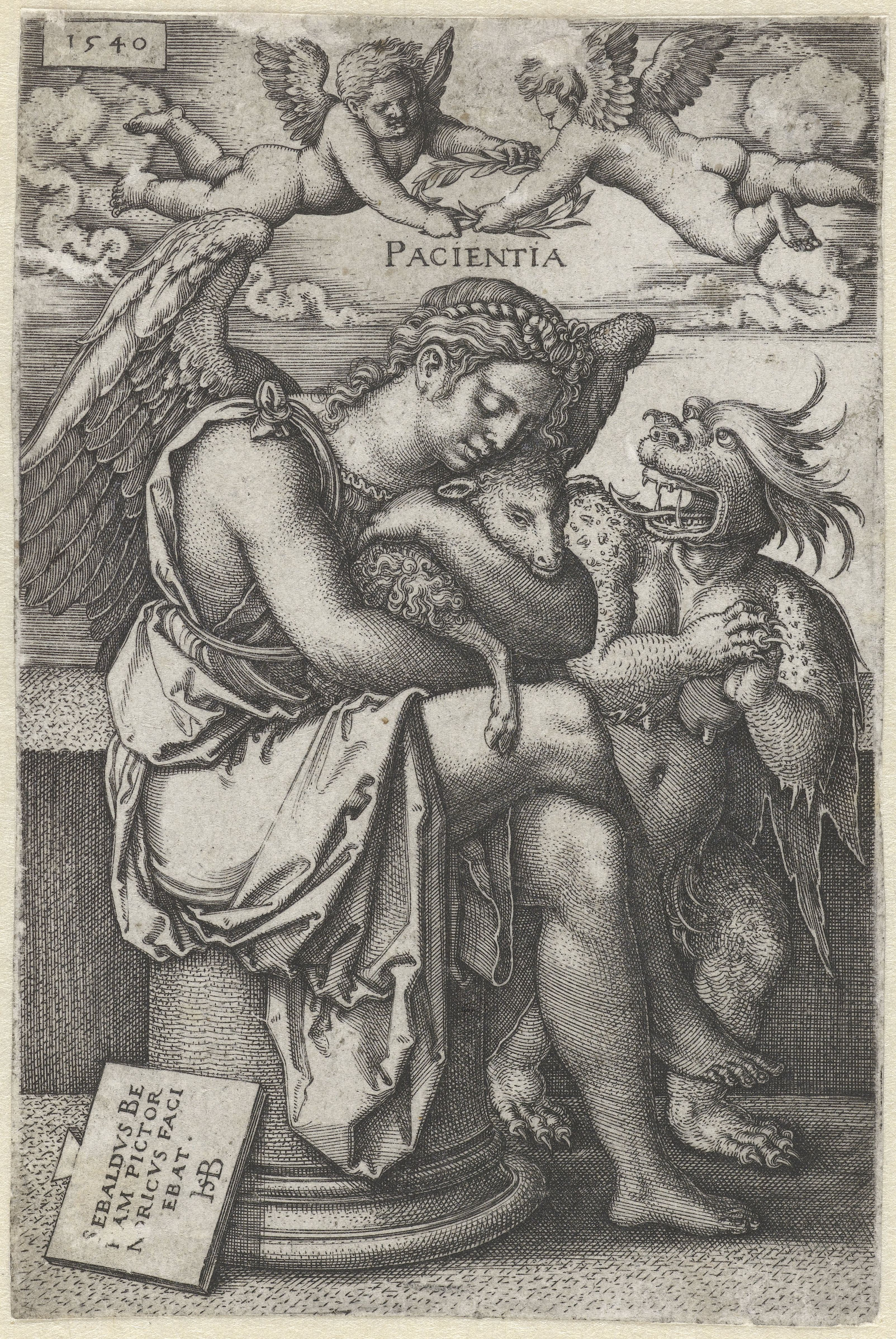
Representação artística de paciência.

Paciência é uma característica de manter um controle emocional equilibrado, sem perder a calma, ao longo do tempo. Consiste basicamente na tolerância a erros ou factos indesejados. É a capacidade de suportar incómodos e dificuldades de toda a ordem, de qualquer hora ou em qualquer lugar. É a capacidade de persistir numa actividade difícil, mantendo uma acção tranquila e acreditando que irá conseguir o que quer, de ser perseverante, de esperar o momento certo para certas atitudes, de aguardar em paz a compreensão que ainda não se tenha obtido, capacidade de ouvir alguém, com calma, com atenção, sem ter pressa, capacidade de se libertar da ansiedade.
A palavra paciência deriva do latim, "patientia". Na parte filosófica, paciência se classifica como uma virtude. Na parte parte psicológica, se classifica como um comportamento, uma habilidade. Paciência é a capacidade de não desistir, de aguentar, estar de bem com a espera. Os antônimos de paciência são: impaciência, irritação.  E os sinônimos de paciência são: calma, tranquilidade.
Leonardo da Vinci diz que, "A paciência faz contra as ofensas o mesmo que as roupas fazem contra o frio; pois, se vestires mais roupas conforme o inverno aumenta, tal frio não te poderá afetar. De modo semelhante, a paciência deve crescer em relação às grandes ofensas; tais injúrias não poderão afetar a tua mente.". Ou seja, paciência sendo uma virtude, quanto mais ter dela, problemas diários não irão te afetar tanto quanto afeta a pessoas ansiosas e irritadas.
Paciência é algo que pode ser desenvolvido com o tempo, aprendido, por ser uma habilidade. Então conforme for praticado, mais tolerância terá. E quanto mais a pessoa for se irritando e aborrecendo com o dia a dia, não tendo paciência, mais sua saúde mental é afetada. Nos dias de hoje é difícil desenvolver paciência pois há muitos estímulos externos, porém é algo necessário.